# Danny Shittu
Daniel „Danny” Olusola Shittu (ur. 2 września 1980 w Lagos) – nigeryjski piłkarz  grający na pozycji środkowego obrońcy.

## Kariera klubowa
Shittu urodził się w Lagos. W wieku 12 lat wyemigrował z rodzicami do Wielkiej Brytanii i tam państwo Shittu osiedli w Londynie. Shittu jako nastolatek trafił do małego piłkarskiego klubu szkolącego młodzież, o nazwie Carshalton Athletic, który był filią Charlton Athletic. W 1999 roku Shittu napisał prośbę do trenerów Charltonu o umożliwienie mu testów w tej drużynie i po ich pomyślnym przejściu został zawodnikiem „The Valleymen”. Trafił do zespołu Under-19 i zrobił na trenerze duże wrażenie i został przesunięty do zespołu rezerw, w którym rozegrał 11 meczów, z czego 8 w pełnym wymiarze czasowym. W sezonie 2000/2001 Shittu nie mógł przebić się do składu Charltonu i został wypożyczony do klubu Division Three, Blackpool FC. Zagrał tam 17 meczów i strzelił 2 gole. Blackpool zajęło 7. miejsce, ale dzięki fazie play-off awansowało do Division Two. Latem 2001 wrócił do Charltonu, ale okazało się, że nie ma tam dla niego miejsca w składzie.
W październiku 2001 Queens Park Rangers zapłaciło za Shittu 570 tysięcy funtów i Danny przeniósł się do niżej notowanego rywala zza miedzy. W debiucie z Peterborough United otrzymał czerwoną kartkę. Ogółem w Division Two zagrał w 27 meczach i strzelił 2 gole (w wygranym 3:2 meczu z Chesterfield FC oraz wygranym 3:2 z Notts County). W sezonie 2002/2003 Shittu zagrał w niemal wszystkich meczach QPR – 43 na 46 możliwych – i zdobył w nich 7 goli. QPR zajęło 4. pozycję, ale w play-off o Division One nie wypadło pomyślnie. Rok później londyński klub zajął już 2. miejsce i od razu awansował o klasę wyżej. Shittu przez dużą część sezonu leczył kontuzję, toteż wystąpił tylko w 20 meczach. W sezonie 2004/2005 Queens Park bez problemu utrzymało się w lidze i zajęło w niej 11. miejsce. Dobrze zaprezentował się również Shittu, który był filarem obrony tego klubu i zagrał on w 34 meczach zdobywając 4 gole. Sezon 2005/2006 był dla QPR gorszy od poprzedniego. Zespół dopiero w ostatnich kolejkach zapewnił sobie utrzymanie zajmując 21. pozycję tuż nad strefą spadkową. Shittu, na 46 ligowych kolejek, zagrał aż w 45 i do tego dołożył 4 bramki.
Latem 2006 będącym w wysokiej formie Shittu zainteresował się menedżer beniaminka Premiership, Watfordu, Adrian Boothroyd i 6 sierpnia za 1,6 miliona funtów Nigeryjczyk powędrował do drużyny „Kanarków”. W Premiership w barwach Watfordu Shittu zadebiutował 19 sierpnia w przegranym 1:2 wyjazdowym meczu 1. kolejki z Evertonem. Szybko stał się graczem podstawowego składu oraz ulubieńcem fanów, którzy już nawet wymyślili piosenkę stadionową o Dannym. Swojego pierwszego gola dla Watfordu Shittu zdobył 7 listopada 2006 w meczu Pucharu Anglii z Newcastle United. Padł wówczas wynik 2:2, a Newcastle ostatecznie wygrało ten mecz po rzutach karnych. W 2007 roku spadł z Watfordem do Championship.
6 sierpnia 2008 Shittu podpisał kontrakt z Boltonem Wanderers. W nowej drużynie zadebiutował 26 sierpnia w meczu Pucharu Ligi Angielskiej z Northampton. W lidze pierwszy występ zaliczył 30 sierpnia, kiedy to zagrał w meczu z West Bromwich Albion.
W październiku 2010 roku przeszedł do Millwall, gdzie spędził trzy miesiące, zaś 21 stycznia 2011 związał się półrocznym kontraktem z Queens Park Rangers. 13 sierpnia 2012 roku powrócił do Millwall, z którym podpisał roczny kontrakt.
| Sezon   | Klub              | Kraj   | Rozgrywki                    | Mecze | Bramki |
| ------- | ----------------- | ------ | ---------------------------- | ----- | ------ |
| 1999/00 | Charlton Athletic | Anglia | Premier League               | 0     | 0      |
| 2000/01 | Blackpool         | Anglia | Division Three               | 17    | 2      |
| 2001/02 | Charlton Athletic | Anglia | Premier League               | 0     | 0      |
| 2001/02 | Q.P.R.            | Anglia | Division Two                 | 27    | 2      |
| 2002/03 | Q.P.R.            | Anglia | Division Two                 | 46    | 7      |
| 2003/04 | Q.P.R.            | Anglia | Division Two                 | 20    | 0      |
| 2004/05 | Q.P.R.            | Anglia | Championship                 | 34    | 4      |
| 2005/06 | Q.P.R.            | Anglia | Championship                 | 45    | 4      |
| 2006/07 | Watford           | Anglia | Premier League               | 30    | 1      |
| 2007/08 | Watford           | Anglia | Football League Championship | 39    | 7      |
| 2008/09 | Bolton Wanderers  | Anglia | Premier League               | 10    | 0      |
| 2009/10 | Bolton Wanderers  | Anglia | Premier League               | 0     | 0      |
| 2010/11 | Millwall          | Anglia | Football League Championship | 9     | 0      |
| 2010/11 | Q.P.R.            | Anglia | Football League Championship | 7     | 0      |
| 2011/12 | Q.P.R.            | Anglia | Premier League               | 0     | 0      |
| 2012/13 | Millwall          | Anglia | Football League Championship |       |        |

## Kariera reprezentacyjna
W 2001 roku Shittu został powołany na towarzyski mecz z Libią, który miał się odbyć 7 kwietnia. Mecz został jednak odwołany, ale Shittu był zdziwiony, iż nie rozegrał żadnego oficjalnego meczu w barwach Charltonu, a trafił do pierwszej reprezentacji.
W reprezentacji Nigerii Shittu zadebiutował 26 marca 2002 w towarzyskim meczu z Paragwajem rozegranym w Londynie w ramach przygotowań do finałów MŚ 2002. W meczu tym padł wynik 1:1. Ostatecznie Shittu nie został powołany do 23-osobowej kadry na Mistrzostwa w Korei Południowej i Japonii.